# ایوان اولبرخت
ایوان اولبرخت (چکی: Ivan Olbracht) (زاده ۶ ژانویه ۱۸۸۲ - درگذشته ۳۰ دسامبر ۱۹۵۲)، روزنامه‌نگار، مترجم و نویسنده اهل چک که آثار خویش را به زبان آلمانی می‌نگاشت.

## زندگی‌نامه
ایوان اولبرخت با نام اصلی کامیل زمان (Kamil Zeman) در ۶ ژانویه سال ۱۸۸۲ در شهر کوچک «سمیلی» در بوهم شمال شرقی واقع در دامنه کوه‌های «کرکونوخه» (کوه‌های غولن) دیده به جهان گشود.
زادگاه اولبرخت سرزمینی است که روزگاری در آن دو ملیت مختلف و دو طبقه کاملاً متفاوت و مغایر در مقابر هم قرار داشتند، یکی طبقه سرمایه داران بزرگ که آلمانی بودند و دیگر طبقات متوسط و فقیر اجتماع که از نژاد «چک» به‌شمار می‌رفتند. خانواده اولبراخت از کوه نشینان قدیم و اصیل چک است که در میان افراد آن روح مبارزه علیه اشغالگری‌های آلمان در کشور چکسلواکی و حس رحمت و شفقت نسبت به ستمدیدگان قوم یکی از سنن و شعایر ایلی و باستانی است. یکی از اعمام ایوان اولبراخت در سال ۱۸۴۸ به جرم شرکت در شورش هموطنان خود علیه اتریشی‌ها به دار آویخته شد و عموی دیگرش در یکی از اعتصاب‌های اولیه کارگران کارخانه‌های نساجی چکوسلواکی به ضرب گلوله ژاندارم اتریشی کشته شد.

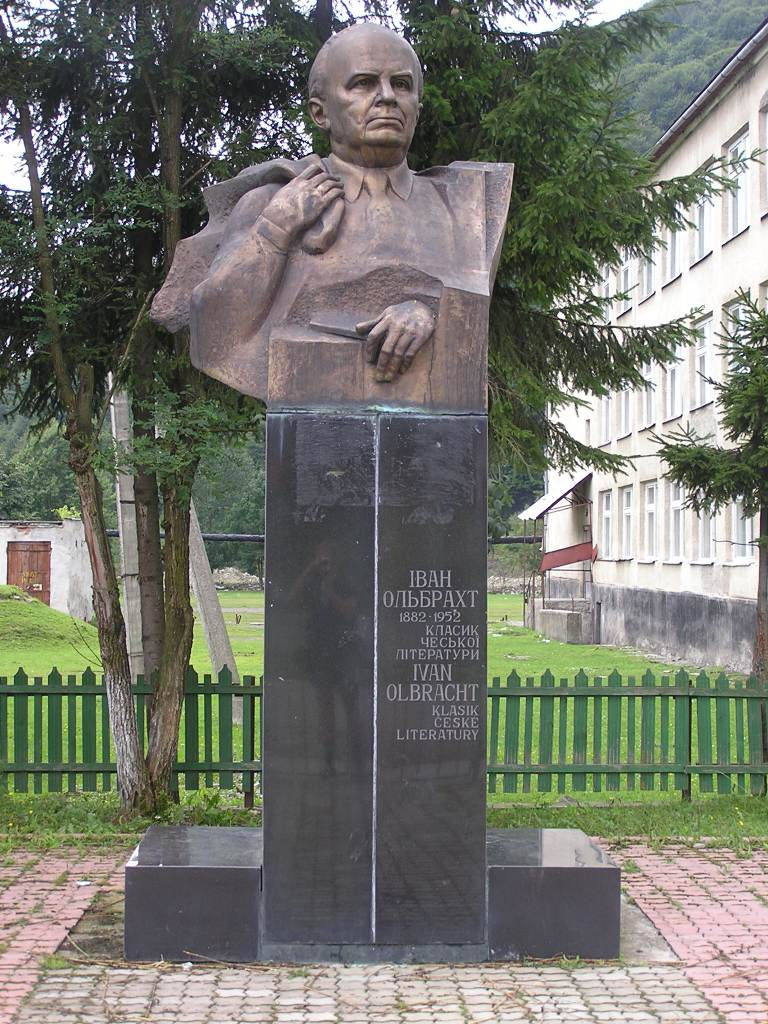

پدر ایوان اولبرخت، آنتال ستاچک (Antal Stašek) که خود مردی ادیب و دانشمند بود، مؤلف یک سلسله داستان‌های ممتاز راجع به زندگی مردم و مبارزات ملت چکوسلواکی در آن گوشه از سرزمین اجدادی است.
زن اولبرخت، بانو هلنا مالیرژوا نیز مانند شوهر خویش نویسنده و روزنامه‌نگار است.
اولبرخت پس از اتمام تحصیلات خود که قسمت اعظم آن را در وین انجام داد به عضویت حزب سوسیال دموکرات چکسلواکی درآمد و پس از اشغال نایره جنگ جهانی اول با وجود مخالفت سران حزب به صف مخالفان تسلط امپراتوری اتریش - مجارستان بر سرزمین اجدادی چک پیوست و به مبارزه نهانی و جسورانه‌ای علیه عمال امپراتوری مزبور پرداخت. پس از خاتمه جنگ اول که اولبراخت به سبب بیماری قلبی عملاً در آن شرکت نداشت و اسلحه به دست نگرفت، در سال ۱۹۲۰ سفری به اروپای شرقی کرد و روح و فکرش برای نوشتن آثار برجسته‌ای که بعدها به رشته تحریر کشید غنی شد.
اولبرخت بعداً یکی از عمال مهم کشوری و یکی از روزنامه‌نگاران عالیقدر و به نام چکسلواکی شد و در واقع شغل و حرفه او بیشتر روزنامه‌نگاری بود نه رمان‌نویسی و داستان سرایی. ایوان اولبراخت که بی شک یکی از استادان مسلم نثر زبان جدید چکسلواکی در ۳۰ دسامبر ۱۹۵۲ در سن ۷۰ سالگی در پراگ بدرود زندگی گفت.

## زندگی ادبی
اولبراخت کمتر می‌نویسد و به قول خود تا فکری به مغزش نیفتد و خواب و آرام بر او حرام نکند قلم به دست نمی‌گیرد.
شیوه نگارش اولبرخت محکم و شیوا و کامل است و بیشتر تحت تأثیر نوشته‌های بالزاک و داستایوسکی قرار دارد (چنان‌که تأثیر آن دو نویسنده بزرگ در کتاب تاریکترین زندان او کاملاً محسوس است). اولبرخت در آثار خود که اکثر اجتماعی است محیط و شرایط مبارزات مردم را که خود نیز در آن‌ها سهیم بوده‌است مجسم می‌نماید و آثار ادبی و روانی که فقط جنبه هنری آن مطمح نظر باشد کمتر دارد و شاید به همین دلیل باشد که او کتاب حاضر را که الحق زیبا و استادانه است از آثار دیگر خود کمتر می‌پسندد.
آثار دیگر اولبراخت عبارتند از: آوارگان وحشی (۱۹۱۳) که سرگذشت پر ماجرا و اندوهبار بازیگران ولگرد سیرک‌های سیار است و دوستی عجیب ژزنیوس بازیگر (۱۹۱۹) که شرح مبارزات مخفیانه مردم چکسلواکی علیه اتریشی‌ها در زمان جنگ جهانی اول است و سرگذشت آن دخترک مبارز (۱۹۲۸) که آن نیز داستانی اجتماعی است. دیگر از آثار او کتابی است به نام «نه قصه شادی بخش از دوران اطریش و جمهوری» که در سال ۱۹۲۸ نوشته‌است و کتاب دیگری به نام زندگی در زندان‌ها که تا حدی شرح حال خود اوست.
با آنکه بیشتر آثار اولبراخت اجتماعی است ولی در همه آن‌ها به خصوص در «سرگذشت آن، دخترک مبارز» بحث‌های روانی بسیار دقیق و عمیق به زبانی بسیار ساده و روشن وجود دارد و اصولاً تحقیق روانی یکی از مشخصات برجسته آثار او به‌شمار می‌رود. این تحقیق روانی در کتاب تاریکترین زندان تقریباً عریان و بی‌پیرایه است و کم‌کم از صورت هزل و مطایبه به صورتی مؤثر و هیجان انگیز در می‌آید چنان‌که می‌توان تاریکترین زندان را عمیقترین اثر هنری اولبرخت دانست.

## آثار
- تاریک‌ترین زندان (به چکی: Žalář nejtemnější) ترجمه محمد قاضی، نشر امیرکبیر[۱]